# Everbright Securities
Everbright Securities — китайская финансовая компания, одна из крупнейших брокерских компаний КНР. Штаб-квартира расположена в Шанхае. В списке крупнейших компаний мира Forbes Global 2000 за 2019 год занимала 1688-е место.

## История
Компания была основана 23 апреля 1996 года на основе брокерского отдела группы China Everbright. В августе 2009 года акции Everbright Securities были размещены на Шанхайской фондовой бирже, а в августе 2016 года — также и на Гонконгской фондовой бирже.

## Акционеры
Крупнейшим акционером является China Everbright Group, ей напрямую принадлежит 25,15 %, ещё 20,83 % акций принадлежит через гонконгскую дочернюю компанию China Everbright Limited.

## Деятельность
Сеть компании на 2020 год насчитывала 254 отделений. Выручка за 2020 год составила 22 млрд юаней, из них 9,2 млрд пришлось на комиссионные доходы, 5,8 млрд — на процентный доход, 2,2 млрд — на инвестиционный доход, 3,7 млрд — на другие виды доходов.
Подразделения по состоянию на 2020 год:
- Управление частным капиталом — брокерские, аналитические и депозитарные услуги для частных клиентов; выручка 11,5 млрд юаней.
- Корпоративное финансирование — обеспечение финансирования компаний и корпораций путём приобретения выпущенных ними акций и облигаций; выручка 2,3 млрд юаней.
- Услуги институциональным клиентам — аналитические и брокерские услуги финансовым институтам; выручка 1,2 млрд юаней.
- Операции с ценными бумагами — покупка и продажа акций, облигаций и других ценных бумаг на собственные средства; выручка 2,6 млрд юаней.
- Управление активами — вложение активов частных лиц, публичных и частных фондов, сумма активов под управлением составила 234 млрд юаней; выручка 2,2 млрд юаней.
- Инвестиции — инвестиции в частные компании и альтернативные инвестиционные решения; выручка −0,5 млрд юаней.

## Дочерние компании
Основные дочерние компании по состоянию на 2020 год:
- Everbright Futures Co., Ltd. (Шанхай, основана в 1993 году)
- Everbright Asset Management Co., Ltd. (Шанхай, основана в 2012 году)
- EBSHK Limited (Гонконг, основана в 2010 году)
- Everbright Fortune Co., Ltd. (Шанхай, основана в 2012 году)
- Everbright Development Co., Ltd. (Шанхай, основана в 2017 году)
- Everbright Pramerica Co., Ltd. (Шанхай, основана в 2004 году, 55 %)
- Everbright Capital Co., Ltd. (Шанхай, основана в 2008 году)
- Everbright Securities (International) Limited (Британские Виргинские острова, основана в 1992 году)
- Everbright Capital Investment Management (Cayman) Limited (Острова Кайман, основана в 2016 году)
- Everbright Sun Hung Kai (UK) Company Limited (Великобритания, основана в 2009 году)